# شهر متروکه

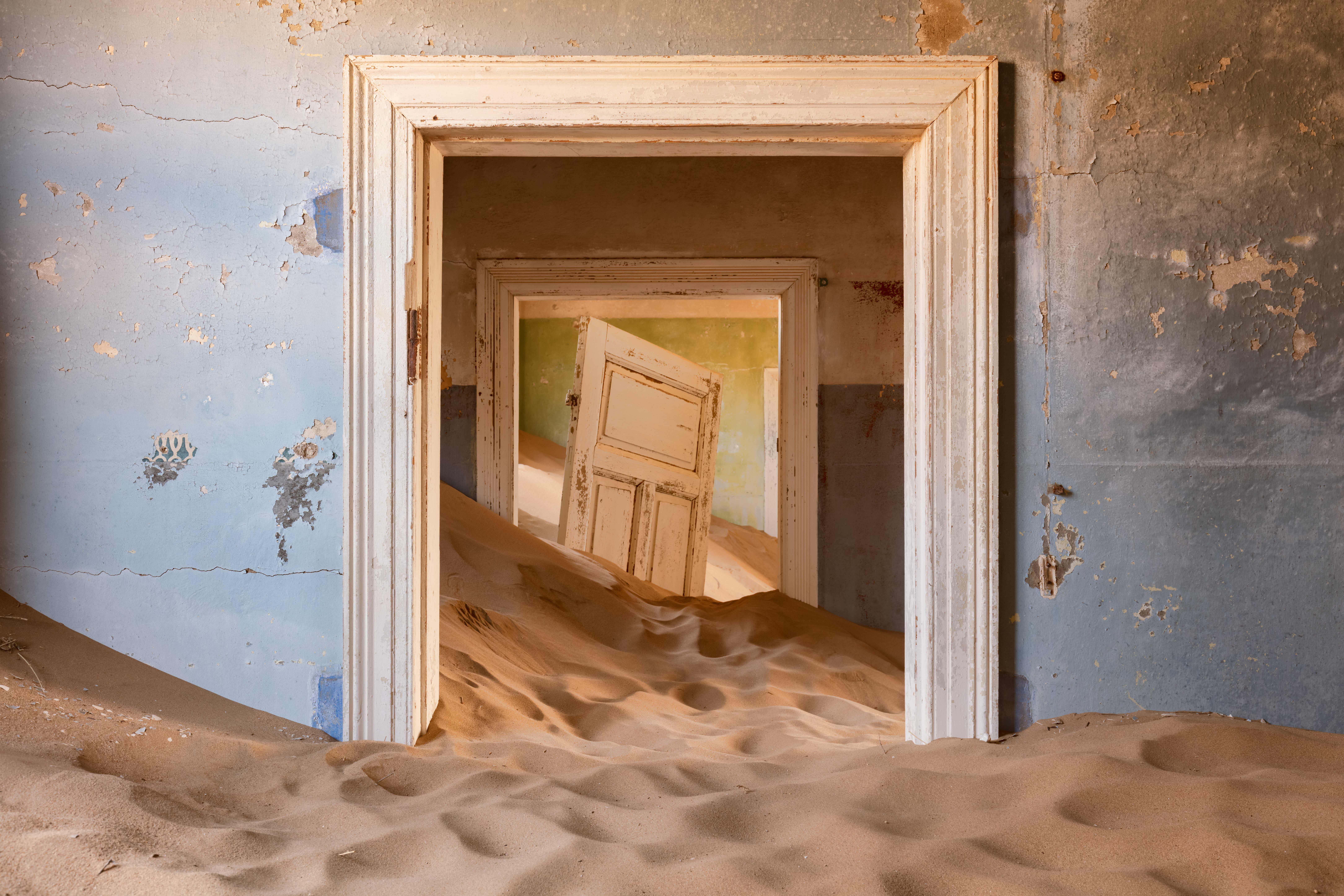
نگاره‌ای از فضای داخلی ساختمانی در شهر متروکهٔ کولمانس‌کوپ (en) در بیابان نامیب، واقع در جنوبِ نامبیا.

شهر متروکه (انگلیسی: Ghost town) یا شهر ارواح روستا، شهرک یا شهریست که خالی از سکنه شده و معمولاً دارای بقایای قابل رویت و چشمگیری است. این اتفاق بعضاً به دلایل اقتصادی یا بلایای طبیعی رخ می‌دهد.